# Mistrzostwa Azji w plażowej piłce ręcznej
Mistrzostwa Azji w plażowej odmianie piłki ręcznej oficjalny międzynarodowy turniej plażowej piłki ręcznej o randze mistrzostw kontynentu.

## Mężczyźni

### Turnieje[1]
| Rok            | Gospodarz | Mistrz   | wynik | Wicemistrz |  | 3. miejsce | wynik | 4. miejsce |
| -------------- | --------- | -------- | ----- | ---------- |  | ---------- | ----- | ---------- |
| 2004 Szczegóły | Oman      | Oman     | ? – ? | Bahrajn    |  | Pakistan   | ? – ? | Iran       |
| 2007 Szczegóły | Iran      | Pakistan | ? – ? | Iran       |  | Japonia    |       |            |
| 2011 Szczegóły | Oman      | Katar    | ? – ? | Oman       |  | Kuwejt     | ? – ? | Pakistan   |
| 2013 Szczegóły | Hongkong  | Katar    | ? – ? | Oman       |  | Bahrajn    | ? – ? | Tajlandia  |
| 2015 Szczegóły | Oman      | Katar    | ? – ? | Oman       |  | Bahrajn    | ? – ? | Pakistan   |
| 2017 Szczegóły | Tajlandia | Katar    | 2–0   | Oman       |  | Iran       | 2–1   | Wietnam    |
| 2019 Szczegóły | Chiny     | Katar    | 2–0   | Oman       |  | Iran       | 2–1   | Wietnam    |
| 2022 Szczegóły | Iran      | Iran     | ? – ? | Katar      |  | Wietnam    | ? – ? | Oman       |
| 2023 Szczegóły | Indonezja | Katar    | 2–0   | Oman       |  | Iran       | 2–0   | Wietnam    |

#### Tablela medalowa
| Miejsce | Reprezentacja | Złoto | Srebro | Brąz | Razem |
| ------- | ------------- | ----- | ------ | ---- | ----- |
| 1       | Katar         | 6     | 1      | 0    | 7     |
| 2       | Oman          | 1     | 6      | 0    | 7     |
| 3       | Iran          | 1     | 1      | 3    | 5     |
| 4       | Pakistan      | 1     | 0      | 1    | 2     |
| 5       | Bahrajn       | 0     | 1      | 2    | 3     |
| 6       | Kuwejt        | 0     | 0      | 1    | 1     |
| 6       | Japonia       | 0     | 0      | 1    | 1     |
| 6       | Wietnam       | 0     | 0      | 1    | 1     |
| Razem   | Razem         | 9     | 9      | 9    | 27    |

### Tabela wyników
| Państwo                      | 2004 | 2007 | 2011 | 2013 | 2015 | 2017 | 2019 | 2022 | 2023 | Występy |
| ---------------------------- | ---- | ---- | ---- | ---- | ---- | ---- | ---- | ---- | ---- | ------- |
| Afganistan                   | –    | –    | –    | –    | –    | 9    | 11   | –    | –    | 2       |
| Arabia Saudyjska             | –    | –    | –    | –    | –    | –    | 9    | –    | 6    | 2       |
| Bahrajn                      | 2    | –    | –    | 3    | 3    | –    | –    | –    | –    | 3       |
| Chiny                        | –    | –    | –    | –    | –    | –    | –    | –    | 10   | 1       |
| Chińskie Tajpej              | –    | –    | –    | –    | –    | 5    | 7    | –    | –    | 2       |
| Filipiny                     | –    | –    | –    | –    | –    | –    | 8    | 5    | 5    | 3       |
| Hongkong                     | –    | –    | –    | 5    | –    | –    | –    | –    | 11   | 2       |
| Indie                        | –    | –    | –    | –    | –    | –    | –    | 6    | –    | 1       |
| Indonezja                    | –    | –    | –    | –    | –    | –    | 12   | –    | 7    | 2       |
| Iran                         | 4    | 2    | 5    | –    | 5    | 3    | 3    | 1    | 3    | 8       |
| Japonia                      | –    | 3    | –    | –    | –    | –    | 10   | –    | –    | 2       |
| Katar                        | –    | –    | 1    | 1    | 1    | 1    | 1    | 2    | 1    | 7       |
| Korea Południowa             | –    | –    | –    | –    | –    | –    | –    | –    | 9    | 1       |
| Kuwejt                       | –    | –    | 3    | –    | –    | –    | –    | –    | 8    | 2       |
| Oman                         | 1    | –    | 2    | 2    | 2    | 2    | 2    | 4    | 2    | 8       |
| Pakistan                     | 3    | 1    | 4    | –    | 4    | –    | 6    | –    | –    | 5       |
| Tajlandia                    | –    | –    | –    | 4    | –    | 6    | 5    | –    | –    | 3       |
| Uzbekistan                   | –    | –    | –    | –    | –    | 8    | –    | –    | –    | 1       |
| Wietnam                      | –    | –    | –    | 5    | 6    | 4    | 4    | 3    | 4    | 6       |
| Zjednoczone Emiraty Arabskie | –    | –    | –    | –    | –    | 7    | –    | –    | –    | 1       |
| Razem                        | 4    | 3    | 5    | 6    | 6    | 9    | 12   | 6    | 11   |         |

## Kobiety
| Rok  | Złoto     | Srebro          | Brąz            |
| ---- | --------- | --------------- | --------------- |
| 2004 | Japonia   | Hongkong        |                 |
| 2013 | Tajlandia | Chińskie Tajpej | Chiny           |
| 2015 | Tajlandia | Chińskie Tajpej | Wietnam         |
| 2017 | Tajlandia | Wietnam         | Chińskie Tajpej |
| 2019 | Chiny     | Wietnam         | Chińskie Tajpej |
| 2022 | Wietnam   | Tajlandia       | Indie           |
| 2023 | Wietnam   | Filipiny        | Indonezja       |

### Tablela medalowa[2]
| Miejsce | Reprezentacja   | Złoto | Srebro | Brąz | Razem |
| ------- | --------------- | ----- | ------ | ---- | ----- |
| 1       | Tajlandia       | 3     | 1      | 0    | 4     |
| 2       | Wietnam         | 2     | 2      | 1    | 5     |
| 3       | Chiny           | 1     | 0      | 1    | 2     |
| 4       | Japonia         | 1     | 0      | 0    | 1     |
| 5       | Chińskie Tajpej | 0     | 2      | 2    | 4     |
| 6       | Filipiny        | 0     | 1      | 0    | 1     |
| 6       | Hongkong        | 0     | 1      | 0    | 1     |
| 8       | Indonezja       | 0     | 0      | 1    | 1     |
| 8       | Indie           | 0     | 0      | 1    | 1     |
| Razem   | Razem           | 7     | 7      | 6    | 20    |